# Hans Maler

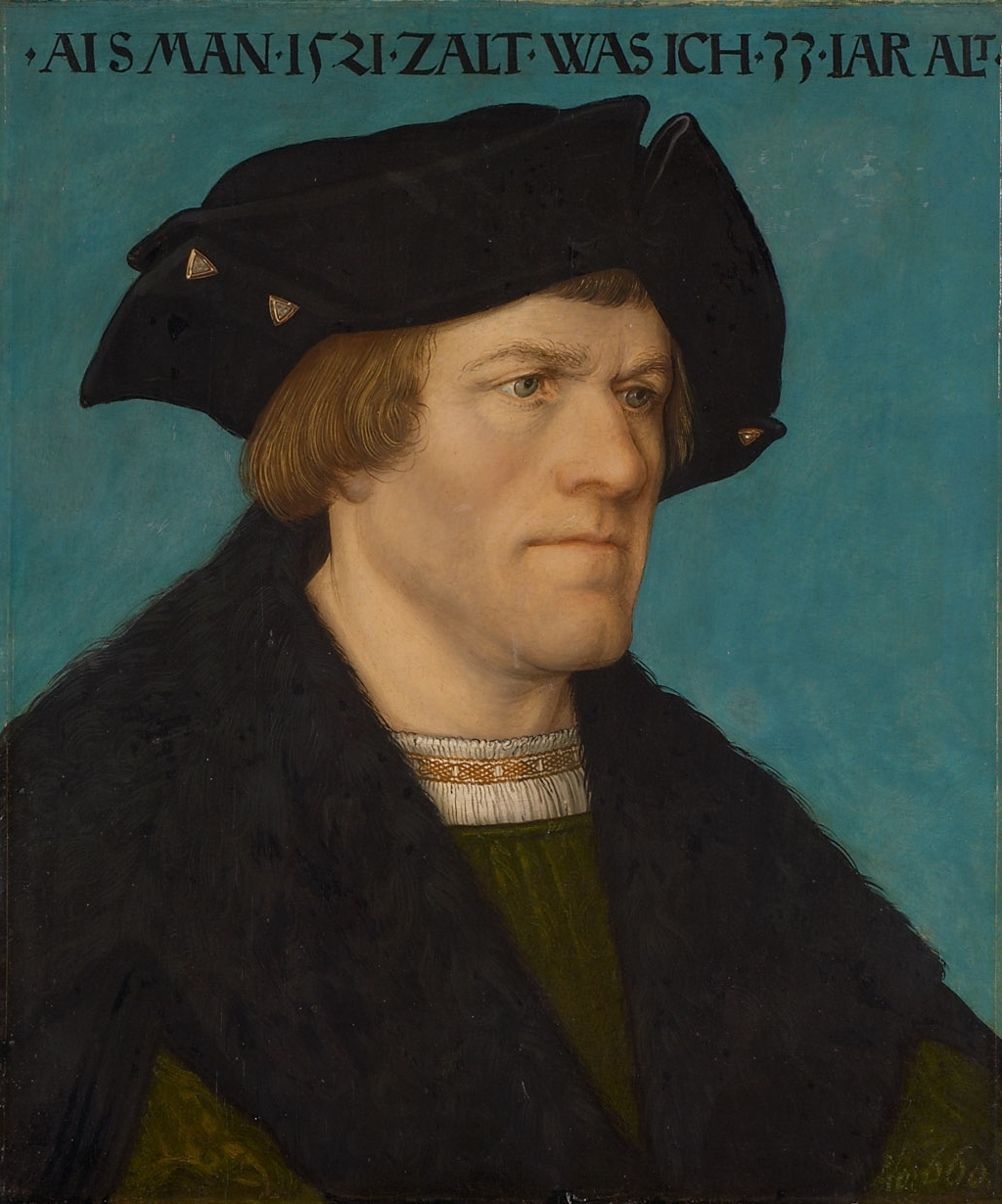
Retrato de um Homem sem Barba, no Museu de História da Arte em Viena

Hans Maler zu Schwaz (1480/1488–1526/1529), ou simplesmente Hans Maler, foi um pintor alemão nascido em Ulm e que trabalhou como retratista na cidade de Schwaz, perto de Innsbruck, no Tirol. Maler talvez tenha sido aprendiz de Bartholomäus Zeitblom, que era chefe da Escola de Ulm entre 1484 e 1517. Pintou vários membros da corte da Monarquia de Habsburgo, em Innsbruck, bem como ricos mercadores, tais como a Família Fugger.
Seus patronos mais importantes foram Maximiliano I do Sacro Império Romano-Germânico, Fernando I do Sacro Império Romano-Germânico da Áustria e a Família Fugger. Fernando encomendou a Maler três retratos seus e quatro de sua esposa Ana da Boêmia e Hungria. Maler também pintou retratos de Sebastian Andorfer,um rico comerciante de Schwaz. Pintou também a árvore genealógica da Casa de Habsburgo no Schloss Ambras.